# 江川英龍
江川 英龍（えがわ ひでたつ、享和元年5月13日〈1801年6月23日〉- 安政2年1月16日〈1855年3月4日〉）は、江戸時代後期の幕臣で伊豆韮山代官。通称の太郎左衛門（たろうざえもん）、号の坦庵（たんあん / たんなん）の呼び名で知られている。韮山では坦庵と書いて「たんなん」と読むことが多い。
日本列島周辺に欧米の列強の船舶がしきりに出没するようになった時代において、洋学とりわけ近代的な海防の手法に強い関心を抱き、反射炉を築き、日本に西洋砲術を普及させた。地方の一代官であったが海防の建言を行い、勘定吟味役まで異例の昇進を重ね、幕閣入りを果たし、勘定奉行任命を目前に病死した。
また兵糧として西洋式のパンを焼いたことから、現代では「パン祖（そ）」とも呼ばれる。

## 生涯
江川家は大和源氏の系統で鎌倉時代以来の歴史を誇る家柄である。代々の当主は太郎左衛門を名乗り、江戸時代には伊豆韮山代官として天領の民政に従事した。英龍はその36代目の当主に当たる。文政4年（1821年）、兄・英虎の死去により英毅の嫡子となる。文政7年（1824年）、代官見習の申し渡しを受ける。天保6年（1835年）、父・英毅の死去に伴い34歳で代官となる。代官となる前の英龍は多くの士と交友し、例えば岡田十松に剣を学び、同門の斎藤弥九郎と親しくなり、彼と共に代官地の領内を行商人の姿で隠密に歩き回るなどしている。
甲斐国（現在の山梨県）では天保7年（1836年）8月に一国規模の天保騒動が発生し、騒動では多くの無宿（博徒）が参加していた。江川は騒動が幕領が多い武蔵国や相模国へ波及することを警戒し、8月に伊豆・駿河国の廻村から韮山代官所へ帰還して騒動の発生を知ると、斎藤弥九郎を伴い正体を隠して甲斐へ向かう（甲州微行）。江川は同年9月3日に甲府代官・井上十左衛門から騒動の鎮圧を知ると韮山へ帰還した。その後も弥九郎との関係は終生続いた。
父・英毅は民治に力を尽くし、商品作物の栽培による増収などを目指した人物として知られ、英龍も施政の公正に勤め、二宮尊徳を招聘して農地の改良などを行った。英龍は自身や自身の役所、支配地の村々まで積極的な倹約を実施した。一方で、殖産のための貸付、飢饉の際の施しは積極的に行い領民の信頼を得た。また、嘉永年間に種痘の技術が伝わると、領民への接種を積極的に推進した。こうした領民を思った英龍の姿勢に領民は彼を「世直し江川大明神」と呼んで敬愛した。現在に至っても彼の地元・韮山では江川へ強い愛着を持っている事が伺われる。

### 海防に強い問題意識を抱く
江戸時代で最も文化が爛熟したといわれる文化年間以降、日本近海に外国船がしばしば現れ、ときには薪水を求める事態も起こっていた。幕府は異国船打払令を制定、基本的に日本近海から駆逐する方針を採っており、天保8年（1837年）、米国の商船を打ち払うモリソン号事件が発生した。
英龍自身は早くから蘭学者幡崎鼎の教えを受けており、天保8年正月には海防に関する建議を行っている。天保9年（1838年）12月には目付の鳥居耀蔵を正使、英龍を副使として、江戸湾（現在の東京湾）防備強化のための備場巡検が行われることとなった。巡検自体は元々相模一帯が範囲だったが、鳥居が内密に巡検範囲を安房国（現在の千葉県南部）や伊豆国まで広げる、英龍の測量士解雇を求めるなど鳥居と英龍の間に争いが起こった。また、測量終了後、渡辺崋山に江戸湾防備に関する復命書の草案を依頼するが、後述の蛮社の獄に影響され崋山の案文が採用されることはなく、英龍の報告は穏健なものにならざるを得なかった。
こうした時期に川路聖謨や羽倉簡堂の紹介で英龍は渡辺崋山、高野長英ら尚歯会の人物を知る事になる。崋山らはモリソン号の船名から当該船は英国要人が乗っている船であるとの事実誤認を犯していたが、それだけに危機意識は一層高いものとなり、海防問題を改革する必要性を主張した。ところが当時の状況を見れば肝心の沿岸備砲は旧式ばかりで、砲術の技術も多くの藩では古来から伝わる和流砲術が古色蒼然として残るばかりであった。尚歯会は洋学知識の積極的な導入を図り、英龍は彼らの中にあって積極的に知識の吸収を行った。そうした中で英龍と同様に自藩（三河国田原藩）に海防問題を抱える崋山は長崎で洋式砲術を学んだという高島秋帆の存在を知り、彼の知識を海防問題に生かす道を模索した。
しかし、幕府内の蘭学を嫌う鳥居耀蔵ら保守勢力がこの動きを不服とした。特に耀蔵からすれば過去に英龍と江戸湾岸の測量手法を巡って争った際に、崋山の人脈と知識を借りた英龍に敗れ、老中・水野忠邦に叱責された事があり、職務上の同僚で目の上のたんこぶである英龍、そして彼のブレーンとなっていた崋山らが気に入らなかった。天保10年（1839年）、ついに耀蔵は冤罪をでっち上げ、崋山・長英らを逮捕し、尚歯会を事実上の壊滅に追いやった（蛮社の獄）。しかし英龍は彼を高く評価する忠邦に庇われ、罪に落とされなかったというのが通説である。
これに対して、英龍と長英は面識がなく、また崋山と簡堂の接点も不明で、崋山と秋帆も面識はなかったとの指摘がある。崋山・長英らはいずれも内心では鎖国の撤廃を望んでいたが、幕府の鎖国政策を批判する危険性を考えて崋山は海防論者を装っていた。田原藩の海防も助郷返上運動のための理由づけとして利用されただけだった。海防論者である英龍は崋山を海防論者と思って接触し、逆に崋山はそれを利用して英龍に海防主義の誤りを啓蒙しようとしたもので、やがて英龍も崋山が期待したような海防論者ではないことを悟ったと思われる。また、江戸湾巡視の際に耀蔵と英龍の間に対立があったのは確かだが、もともと耀蔵と英龍は以前から昵懇の間柄であり、両者の親交は江戸湾巡視中や蛮社の獄の後も、耀蔵が失脚する弘化元年（1844年）まで続いている。蛮社の獄に際しても耀蔵は英龍を標的とはしておらず、英龍は蛮社の獄とは無関係だとしている。なお、尚歯会の会員で処罰を受けたのは崋山と長英のみで、尚歯会自体は弾圧を受けていない。

### 西洋流砲術を導入する
その後、英龍は長崎に赴いて高島秋帆に弟子入りし（同門に下曽根信敦がいた）、近代砲術を学ぶと共に幕府に高島流砲術を取り入れ、江戸で演習を行うよう働きかけた。これが実現し、英龍は水野忠邦より正式な幕命として高島秋帆への弟子入りを認められる。以後は高島流砲術をさらに改良した西洋砲術の普及に努め、「江川塾」を江戸に開き、全国の藩士にこれを教育した。佐久間象山、大鳥圭介、橋本左内、桂小五郎（後の木戸孝允）、黒田清隆、大山巌、伊東祐亨などが彼の下で学んでいる。
天保14年（1843年）に水野忠邦が失脚した後に老中となった阿部正弘にも評価され、嘉永6年（1853年）、ペリー来航直後に勘定吟味役格に登用され、正弘の命で品川台場（お台場）を築造した。銃砲製作のため湯島大小砲鋳立場を設立し、後の関口製造所の原型となっている。こうした武器製造に欠かせない鉄鋼を得るため反射炉の建造に取り組み、息子の代で完成している（韮山反射炉）。
だが、正弘は海防強化には終始消極的で、忠邦が罷免され正弘が老中として実権を握ると、海防強化策は撤回され英龍も鉄砲方を解任されているとの指摘もある。品川沖台場の築造も翌嘉永7年（1854年）に日米和親条約が調印されると、11基のうち5基が完成しただけで工事の中止が決定されている。
造船技術の向上にも力を注ぎ、更に当時日本に来航していたロシア帝国使節プチャーチン一行への対処の差配に加え、爆裂砲弾の研究開発を始めとする近代的装備による農兵軍の組織までも企図したが、あまりの激務に体調を崩し、安政2年（1855年）1月16日に本所南割下水（現在の東京都墨田区亀沢1丁目）にあった江戸屋敷にて病死。享年55（満53歳没）。
跡を継いだ長男・英敏が文久3年（1863年）に農兵軍の編成に成功した。また、英敏の跡を継いだ英武（英龍の5男）は廃藩置県後、韮山県県令となった。娘の英子は木戸孝允の養女となって河瀬真孝に嫁ぎ、外交官夫人として夫を支えた。

## 人物
- 学問を佐藤一斎、書を市川米庵、詩は大窪詩仏、絵を大国士豊や谷文晁、剣術を岡田吉利（初代岡田十松）に学ぶなど、当時最高の教育を受けている[18]。特に剣術は、神道無念流免許皆伝で岡田十松の撃剣館四天王の一人に数えられ、同門で後に代官所手代となる斎藤弥九郎は、江戸三剣客の1人にも数えられている。その他、蘭学、砲術などを学んだ。絵画ははじめ大国士豊に学び、後に谷文晁に就いて学び直し、さらに同門の渡辺崋山に師事する事を望んだが謝絶された[19]。
- 国防上の観点から、パンの効用に日本で初めて着目して兵糧パン（堅パンに近いもの）を焼いた人物である。日本のパン業界から「パン祖」と呼ばれており、江川家の地元伊豆の国市では「パン祖のパン祭り」が例年開催されている。パンは最初、1543年に種子島に来たポルトガル船による鉄砲伝来と伴うもので、その後のキリスト教宣教師の布教活動とともにパン食の普及も始まり、織田信長が食べたという記述も残っているが、キリシタン弾圧（禁教令）や鎖国によってしばらく途絶えていた[20]。
- 刀剣制作は庄司直胤に学び、呑んだ暮れで破門された同門の小駒宗太胤直を引き取って韮山邸内で向鎚を打たせた。
- 英龍の薫陶を受けた手代（補佐官）達も学問に秀でた優秀な人材達であり、その一方で関東一円を荒らす無宿との闘争においては白刃の下に己の身を潜らせて心胆を練っている。
- 英龍は屋敷近隣の金谷村の人を集め、日本で初めての西洋式軍隊を組織したとされる。今でも日本中で使われる「気をつけ」「右向け右」「回れ右」といった号令・掛け声は、その時に英龍が一般の者が使いやすいようにと親族の石井修三に頼んで西洋の文献から日本語に訳させたものである[2]。
- 伊豆の国市韮山に建つ静岡県立韮山高等学校の学祖とされる（参考：静岡県立韮山高等学校）[21]。
- 戦国時代から江戸時代初期にかけて江川家では日本酒が醸造されていた。これが「江川酒」である。 鎌倉時代や室町時代、京において造り酒屋が隆盛しており、京の以外の地方でも他所酒（よそざけ）として日本酒が盛んに造られていた。地酒のはしりである。江川酒は当時、田舎酒の五大銘酒として知られ徳川家康にも献上された。近年、地元酒販店の店主らが「現代の最高の技術と原料で江川酒を復活させよう。」と地元の技術を結集し、この幻の銘酒が現代に復活した。現在、大吟醸「江川酒・担庵」、純米酒「江川酒・韮山」として伊豆の国市ら地元の酒販店で販売されている[22]が、醸造量は極めて少ない。
- 江川家の支配地域には武蔵国多摩も入っており、英龍が佐藤彦五郎のような在地の有力な名主たちと共に農兵政策や自警活動を勧めた為に、多摩の流派である天然理心流を学ぶものが増えそれが後の新撰組結成に繋がった。新撰組副長・土方歳三は義兄である佐藤彦五郎を通じて英龍の農兵構想を学んでいたと言われ、身分を問わない実力主義の新撰組は英龍の近代的な農兵構想の成果ともいえる。
- 林業にも精通しており、高尾山にスギの植樹を行っている。英龍が植えたスギは、平成21年（2009年）時点で樹齢147年に達しており、高尾山で最も古い部類の人工林（江川スギ）となっている。
- 第13代将軍徳川家定の御前でペリー献上の蒸気機関車を初めて運転したとも言われる。
- 福澤諭吉が『福翁自伝』で英雄として取り上げており、江川家の江戸屋敷（芝新銭座の旧大小砲習練場、後に江川氏塾となる）が幕府瓦解後、柏木忠俊の配慮で福澤に払い下げられて慶應義塾舎となり、門は韮山高校に運んで今の表門となっている[23][24]。
- 開国前に海防論を唱えた高島秋帆や佐久間象山は、後にその誤りに気付いて開国・通商論に転じたが、英龍は死ぬまで頑迷な海防論者だった[15]。
- 勝海舟は英龍を「かなりの人物であった。その嘉永安政の頃に、海防の為に尽力したことは誰も知っているだろう。この男は山の中で成長して、常に遊猟などをして筋骨を練り、明け暮れ武芸に余念なかった」と評価した。（海舟全集 第十巻）

## 関連書籍
研究書
- 戸羽山瀚『江川坦庵全集』江川坦庵全集刊行会、1954年。
- 戸羽山瀚『江川坦庵をめぐる人々』鳴沢屋出版部、1962年。
- 『すみだゆかりの人々』墨田区教育委員会、1985年、43-45頁。
- 仲田正之『韮山代官江川氏の研究』吉川弘文館、1998年。ISBN 4642033467。
- 仲田正之『近世後期代官江川氏の研究―支配と構造』吉川弘文館、2005年。ISBN 4642034005。
- 佐藤文明『未完の「多摩共和国」』凱風社、2005年。ISBN 4773630019。
- 田中弘之『「蛮社の獄」のすべて』吉川弘文館、2011年。ISBN 9784642080590。
- 橋本敬之『勝海舟が絶賛し、福沢諭吉も憧れた 幕末の知られざる巨人 江川英龍』KADOKAWA、2014年。ISBN 9784047316317。

伝記・小説
- 松本清張『天保図録』
- 仲田正之『江川坦庵』1985年。ISBN 978-4-642-05040-1。
- 林青梧『江川太郎左衛門』
- 佐々木譲『幕臣たちと技術立国』
- 佐々木譲『くろふね』
- 佐々木譲『英龍伝』
- 佐伯泰英『夏目影二郎シリーズ』
- 加来耕三『評伝江川太郎左衛門―幕末・海防に奔走した韮山代官の軌跡』

漫画
- みなもと太郎『風雲児たち』